# Pierre Huyghe
Pierre Huyghe (* 1962 in Paris) ist ein französischer Bildender Künstler.

## Leben und Werk
Huyghe studierte an der École Nationale Supérieure des Arts Décoratifs in Paris. 2001 repräsentierte er Frankreich auf der Biennale in Venedig, wo sein Pavillon Le Château de Turing einen Sonderpreis der Jury gewann. 2002 wurde Huyghe mit dem Hugo Boss Prize der Solomon R. Guggenheim Foundation ausgezeichnet und stellte dort auch zahlreiche Werke aus.
2006 bespielte Huyghe die Whitney Biennale in New York sowie die Wiedereröffnung des ARC/MAM Paris sowie der Tate Modern mit seinem Film A Journey That Wasn't. Das Kunstmuseum in Basel / Museum für Gegenwartskunst hat im Januar 2011 eine Pierre Huyghe gewidmete Ausstellung, in der Völklinger Hütte ist Huyghe mit dem Neonobjekt Skin of Light Bestandteil der Dauerausstellung GameArt. 2012 nahm Huyghe an der Kasseler dOCUMENTA (13) teil. Er legte auf dem Ausstellungsgelände einen wild bewachsenen Garten als Habitat an, in dem er einen Windhund mit einem rosa Vorderlauf frei flanieren ließ. Huyghes Beitrag wurde in der Presse als einer der bemerkenswertesten der documenta beschrieben. 2016 war die Installation Orphan Patterns im Sprengel Museum Hannover zu sehen und 2017 war er mit einer raumgreifenden Installation After ALife Ahead im ehemaligen Eissportpalast in Münster Teil der Skulptur Projekte.
Huyghes Filme und Videoinstallationen beschäftigen sich immer wieder mit den verschiedenen Realitätsebenen von Filmen, die zum Beispiel durch die Synchronisation oder durch die Veränderung des sozialen Kontextes sichtbar werden. So erfährt der Beobachter in Huyghes Dubbing den eigentlichen Film nur gespiegelt in den Untertiteln und den Reaktionen der gefilmten Zuschauer.
Zu seinen bekannten Schülern gehört die französische Installations- und Video-Künstlerin Camille Henrot.
Pierre Huyghe lebt und arbeitet in Paris.

## Auszeichnungen
- 2002: Hugo Boss Prize
- 2013: Roswitha Haftmann-Preis[4]
- 2015: Kurt-Schwitters-Preis[5]

## Ausstellungen
- 1996: Dubbing, Galerie Roger Pailhas, Paris, Frankreich
- 1997: Storytellers, Le Consortium, Dijon, Frankreich
- 1997: Fondation Bevilacqua la Masa, Biennale Venedig
- 1998: Musée d’art moderne de la Ville de Paris, Paris
- 1998: Manifesta 2, Luxemburg, Luxemburg
- 1998: Sydney Biennale, Sydney
- 1998: Permises, Guggenheim Museum SoHo, New York, USA
- 1999: 48. Biennale Venedig (auch 49. und 50. Biennale)
- 2011: Die Werke aus der Sammlung, Kunstmuseum Basel/Museum für Gegenwartskunst, Basel, Schweiz
- 2012: dOCUMENTA (13), Kassel
- 2013: Centre Pompidou, Paris; Los Angeles County Museum of Art[6]
- 2014: Museum Ludwig, Köln[7]
- 2016: Orphan Patterns, Sprengel Museum, Hannover,[8]
- 2017: After ALife Ahead [Nach einem K-Leben vor dem, was kommt], Skulptur Projekte, Münster
- 2018/19: Pierre Huyghe. UUmwelt, Serpentine Gallery, London[9]